# Maksylektomia
Maksylektomia (ang. maxillectomy) – zabieg z zakresu otorynolaryngologii i chirurgii szczękowo-twarzowej, polegający na resekcji fragmentu lub całej kości szczękowej. Wykonywany jest z powodu nowotworu złośliwego szczęki. Częściową maksylektomię wykonuje się, gdy nowotwór zlokalizowany jest w obrębie podniebienia twardego, wyrostka zębodołowego lub zatoki szczękowej, a całkowitą jeśli guz masywu szczękowo-sitowego nacieka struktury oczodołu.